# Annater
Annater ("årspengar" av lat. annus "år") kallades en avgift som i Romersk-katolska kyrkan betalades första året av ett beneficium till en kyrklig överordnad. Sedan går tillbaka på en lag i Moseböckerna, och kallas även "den första frukten". Första omnämnandet av annater i den katolska historien är under påve Honorius III (d. 1227) pontifikat, men seden är mycket äldre.
Det förekom tre typer av annater:
1. servitia communia eller servitia Camerae Papae vilken betalades till påven av varje abbot och biskop deras första år i befattningen. Det var en fortsättning på den oblatio som påven erhöll när han, innan det blev regel, vigde biskopar i egenskap av patriark. Detta utvecklades på 1300-talet till annater, till vilket tillfogades en mindre engångsavgift, servitia minuta.
2. jus deportuum, fructus medii temporis, eller annalia som betalades av biskopen till påven.
3. quindennia som betalades av korporativa beneficium vart femtonde år.

Annaterna var aldrig riktligt formaliserade och det förekom flera olika avtal och varianter, med många nationella särdrag. Det var kontinuerliga dispyter om annaterna, och kurians önskan om mer pengar mötte många protester, däribland av Englands representanter, ledda av Robert Grosseteste, vid konciliet i Lyon 1245. Det förbjöds i England 1534 genom en lag som lades fram av Thomas Cromwell; summan av annaterna uppgick i England det året till 3000 pound. I stället tog kronan pengarna. I Frankrike betalades servitia communia fram till franska revolutionen.